# Tasata chiloensis
Tasata chiloensis är en spindelart som beskrevs av Ramírez 2003. Tasata chiloensis ingår i släktet Tasata och familjen spökspindlar. Inga underarter finns listade i Catalogue of Life.